# Tschechien beim Eurovision Young Musicians
Übertragende Rundfunkanstalt

Erste Teilnahme
2000
Anzahl der Teilnahmen
11
Höchste Platzierung
1 (2022)
Dieser Artikel befasst sich mit der Geschichte Tschechiens als Teilnehmer des Wettbewerbs Eurovision Young Musicians.

## Regelmäßigkeit der Teilnahme und Erfolg im Wettbewerb
Tschechien nahm das erste Mal 2000 am Eurovision Young Musicians teil. Vertreten durch die Geigerin Monika Vavrinková konnte man sich jedoch nicht für das Finale qualifizieren. Die erste Finalteilnahme erreichte man zwei Jahre später durch den Cellisten Jakub Tylman, wobei jedoch keine Platzierung unter den ersten Drei erreicht werden konnte. 2022 gab es den ersten Sieg für Tschechien, es gewann der Geiger Daniel Matejča. 

## Liste der Beiträge
Farblegende: – 1. Platz. – 2. Platz. – 3. Platz. – ausgeschieden im Halbfinale/in der Qualifikation. – keine Teilnahme/nicht qualifiziert.
| Jahr | Interpret                                        | Instrument                                       | Stücke | Platz Finale                                     | Platz Halbfinale                                 | Nationale Vorentscheidung                        |
| ---- | ------------------------------------------------ | ------------------------------------------------ | --- | ------------------------------------------------ | ------------------------------------------------ | ------------------------------------------------ |
| 2000 | Monika Vavrinková                                | Violine                                          | unbekannt | Ausgeschieden                                    | k. A. / 20                                       |                                                  |
| 2002 | Jakub Tylman                                     | Cello                                            | Hungarian Rhapsody von David Popper | k. A. / 7                                        | k. A. / 20                                       |                                                  |
| 2004 | Auf Teilnahme verzichtet                         | Auf Teilnahme verzichtet                         | Auf Teilnahme verzichtet | Auf Teilnahme verzichtet                         | Auf Teilnahme verzichtet                         | Auf Teilnahme verzichtet                         |
| 2006 | Markéta Janoušková                               | Violine                                          | unbekannt | Ausgeschieden                                    | k. A. / 8                                        |                                                  |
| 2008 | Auf Teilnahme verzichtet                         | Auf Teilnahme verzichtet                         | Auf Teilnahme verzichtet | Auf Teilnahme verzichtet                         | Auf Teilnahme verzichtet                         | Auf Teilnahme verzichtet                         |
| 2010 | Lukáš Dittrich                                   | Klarinette                                       | Hungarian Rhapsody von David Popper | Ausgeschieden                                    | k. A. / 15                                       |                                                  |
| 2012 | Michaela Špačková                                | Fagott                                           | Concerto for Bassoon No. 2 f-moll, the first and the second movement von Ludwig Milde Recitative, Sicilliene et Rondo (1905–1991) von Eugène Bozza Concerto for Bassoon F-dur, 1st mov. von Carl Maria von Weber | k. A. / 7                                        | k. A. / 14                                       | Nationaler Vorentscheid                          |
| 2014 | Martin Kot                                       | Akkordeon                                        | Flick-Flack von Albert Vossen | k. A. / 14                                       | k. A. / 7                                        |                                                  |
| 2016 | Robert Bílý                                      | Klavier                                          | Piano Concerto, op. 38, Allegro Molto von Samuel Barber | 2 / 11                                           | Direkt für das Finale qualifiziert               | Nationaler Vorentscheid                          |
| 2018 | Indi Stivín                                      | Kontrabass                                       | Bohemian Suite von I. Stivín 2nd and 3rd mvt from Bohemian Suite for Double Bass von I. Stivín | k. A. / 6                                        | k. A. / 9                                        | interne Auswahl                                  |
| 2020 | Absage wegen der COVID-19-Pandemie durch die EBU | Absage wegen der COVID-19-Pandemie durch die EBU | Absage wegen der COVID-19-Pandemie durch die EBU | Absage wegen der COVID-19-Pandemie durch die EBU | Absage wegen der COVID-19-Pandemie durch die EBU | Absage wegen der COVID-19-Pandemie durch die EBU |
| 2022 | Daniel Matejča                                   | Violine                                          | 1. Violinkonzert, 3. und 4. Satz Candenza, Allegro con brio - Presto von Dmitri Schostakowitsch | 1 / 9                                            | Direkt für das Finale qualifiziert               |                                                  |
| 2024 | Adam Znamirovsky                                 | Klavier                                          | 2. Klavierkonzert, 3. Satz von Camille Saint-Saëns | k. A. / 11                                       | Direkt für das Finale qualifiziert               | interne Auswahl                                  |

## Impressionen

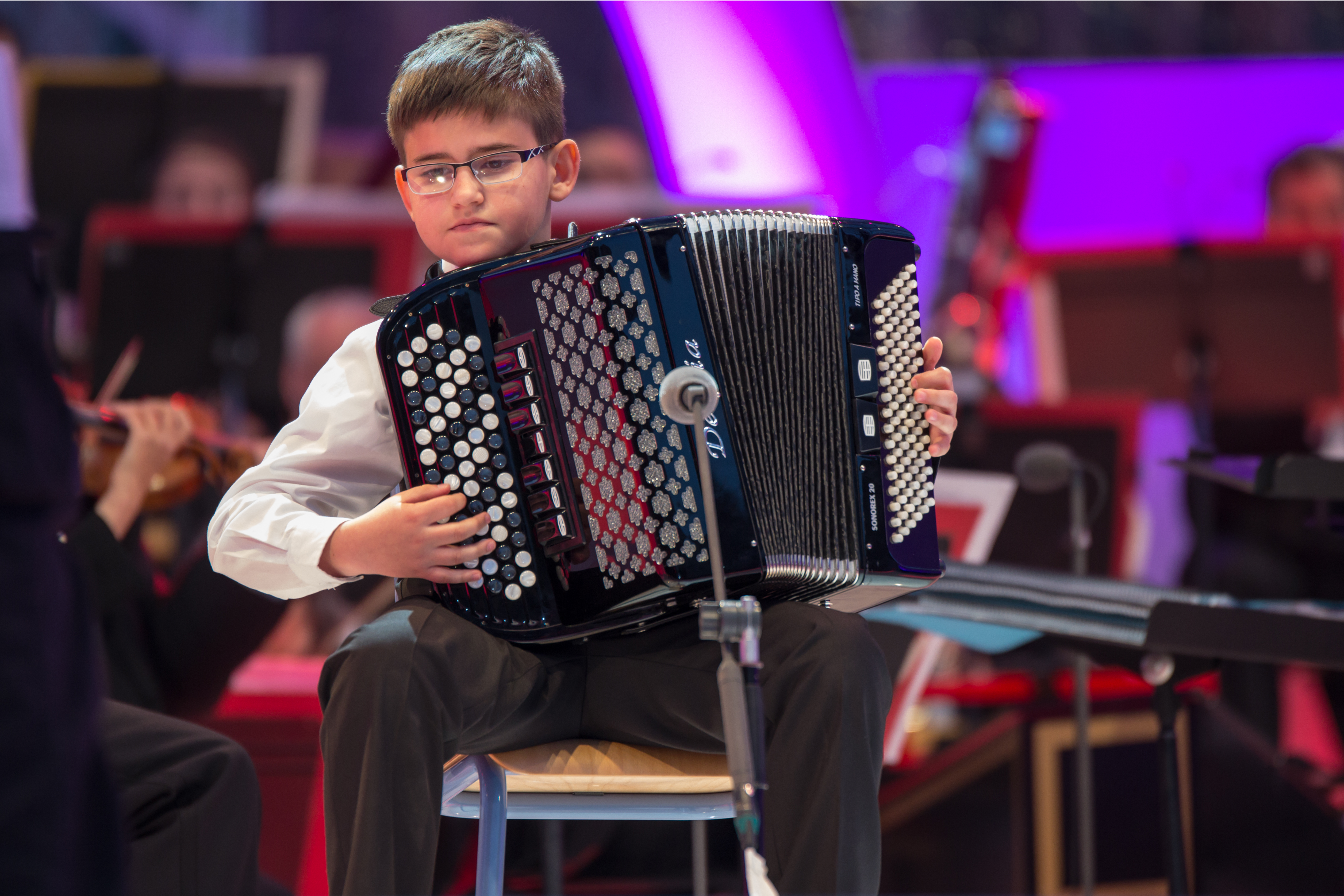
Martin Kot 2014
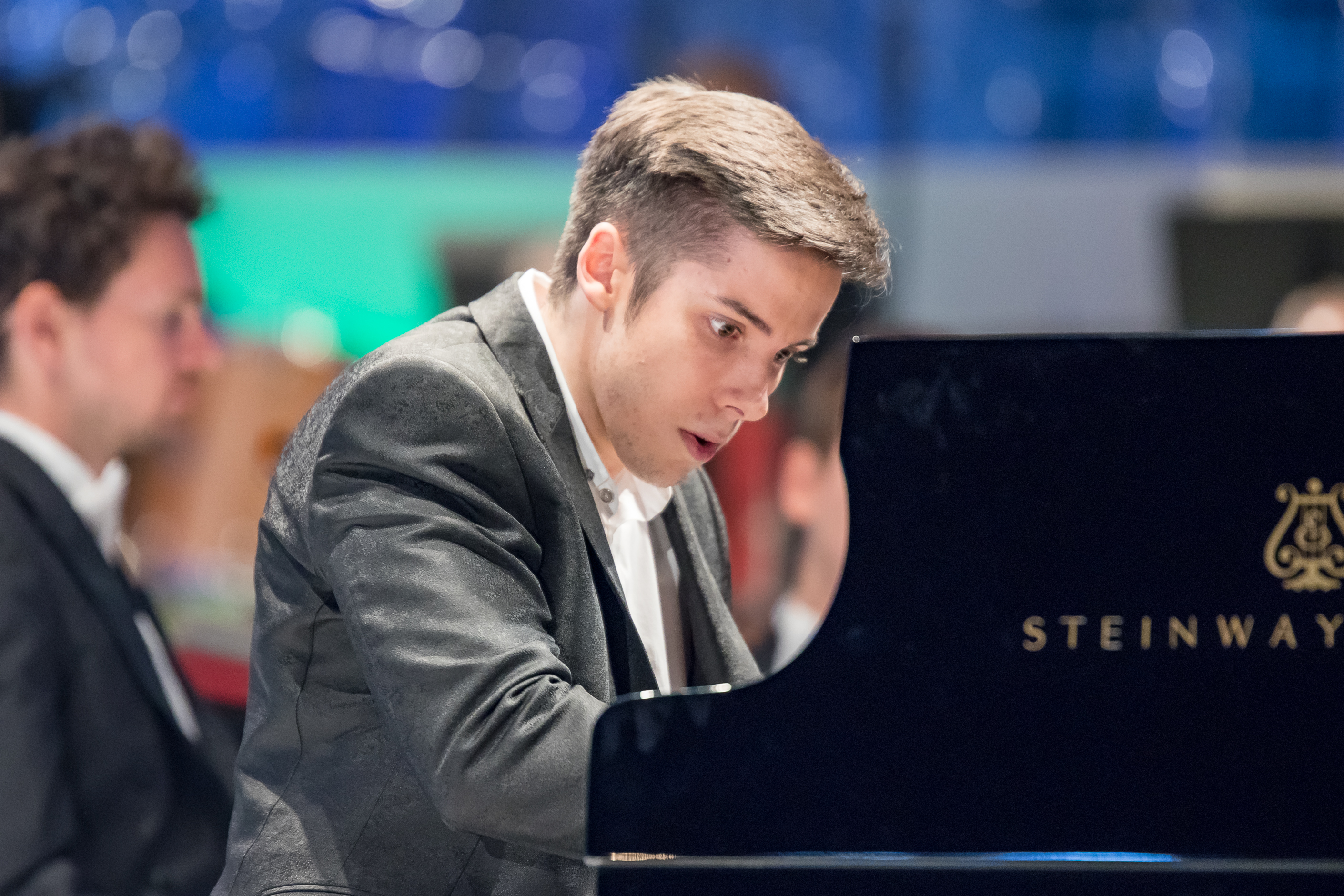
Robert Bílý 2016